# Campionati del mondo di atletica leggera indoor 2022 - 60 metri ostacoli maschili
La gara dei 60 metri ostacoli maschili dei campionati del mondo di atletica leggera indoor 2022 si è svolta il 20 marzo.

## Podio
| Pos.    | Atleta                  | Nazionalità | Tempo |
| ------- | ----------------------- | ----------- | ----- |
| Oro     | Grant Holloway          | Stati Uniti | 7"39  |
| Argento | Pascal Martinot-Lagarde | Francia     | 7"50  |
| Bronzo  | Jarret Eaton            | Stati Uniti | 7"53  |

## Situazione pre-gara

### Record
Prima di questa competizione, il record del mondo indoor e il record dei campionati erano i seguenti.
| Record                | Prestazione | Atleta                     | Data e luogo                    | Competizione                     |
| --------------------- | ----------- | -------------------------- | ------------------------------- | -------------------------------- |
| Record mondiale       | 7"29        | Grant Holloway Stati Uniti | 24 febbraio 2021 Madrid, Spagna | Meeting Villa de Madrid          |
| Record dei campionati | 7"34        | Dayron Robles Cuba         | 14 marzo 2010 Doha, Qatar       | Campionati del mondo indoor 2010 |

### Campione in carica
Il campione mondiale indoor in carica era:
| Campione        | Atleta                     | Prestazione | Data e luogo                         | Competizione                     |
| --------------- | -------------------------- | ----------- | ------------------------------------ | -------------------------------- |
| Mondiale indoor | Andrew Pozzi Gran Bretagna | 7"46        | 4 marzo 2018 Birmingham, Regno Unito | Campionati del mondo indoor 2018 |

### La stagione
Prima di questa gara, gli atleti con le migliori tre prestazioni dell'anno erano:
| Pos. | Atleta                          | Prestazione | Data e luogo                          |
| ---- | ------------------------------- | ----------- | ------------------------------------- |
| 1    | Grant Holloway Stati Uniti      | 7"35        | 17 febbraio 2022 Liévin, Francia      |
| 2    | Trey Cunningham Stati Uniti     | 7"38        | 12 marzo 2022 Birmingham, Stati Uniti |
| 3    | Pascal Martinot-Lagarde Francia | 7"46        | 17 febbraio 2022 Liévin, Francia      |

## Risultati

### Batterie di qualificazione
Le batterie di qualificazione si sono tenute il 20 marzo a partire dalle ore 10:04.
Passano alle semifinali i primi tre atleti di ogni batteria (Q) e i successivi sei atleti più veloci (q).

#### Batteria 1
| Pos | Corsia | Atleta              | Nazionalità       | Tempo       | Note             |
| --- | ------ | ------------------- | ----------------- | ----------- | ---------------- |
| 1   | 3      | David King          | Gran Bretagna     | 7"65        | Q                |
| 2   | 8      | Jarret Eaton        | Stati Uniti       | 7"66 (.652) | Q                |
| 3   | 2      | Ruebin Walters      | Trinidad e Tobago | 7"69 (.684) | Q                |
| 4   | 4      | Milan Trajkovic     | Cipro             | 7"69 (.688) | q                |
| 5   | 7      | Liam van der Schaaf | Paesi Bassi       | 7"72        | q                |
| 6   | 1      | Gabriel Constantino | Brasile           | 7"74 (.736) |                  |
| 7   | 6      | Saguirou Badamassi  | Niger             | 7"82        | Record nazionale |
| 8   | 5      | Luka Trgovčević     | Serbia            | 7"89        |                  |

#### Batteria 2
| Pos | Corsia | Atleta                  | Nazionalità | Tempo       | Note                                     |
| --- | ------ | ----------------------- | ----------- | ----------- | ---------------------------------------- |
| 1   | 5      | Rafael Pereira          | Brasile     | 7"60 (.591) | Q                                        |
| 2   | 3      | Pascal Martinot-Lagarde | Francia     | 7"69 (.683) | Q                                        |
| 3   | 4      | Jakub Szymański         | Polonia     | 7"70 (.694) | Q                                        |
| 4   | 8      | Ilari Manninen          | Finlandia   | 7"74 (.740) |                                          |
| 5   | 7      | Keiso Pedriks           | Estonia     | 7"77 (.769) |                                          |
| 6   | 6      | Kostantinos Douvalidis  | Grecia      | 7"77 (.769) | Miglior prestazione personale stagionale |
| 7   | 2      | Shuhei Ishikawa         | Giappone    | 8"07        |                                          |

#### Batteria 3
| Pos | Corsia | Atleta               | Nazionalità | Tempo       | Note             |
| --- | ------ | -------------------- | ----------- | ----------- | ---------------- |
| 1   | 3      | Damian Czykier       | Polonia     | 7"66 (.652) | Q                |
| 2   | 7      | Yaqoub Alyouha       | Kuwait      | 7"66 (.654) | Q                |
| 3   | 2      | Chris Douglas        | Australia   | 7"66 (.656) | Q                |
| 4   | 1      | Mikdat Sevler        | Turchia     | 7"70 (.700) | q                |
| 5   | 4      | Bálint Szeles        | Ungheria    | 7"81        |                  |
| 6   | 5      | Chen Xiang Ang       | Singapore   | 7"91        | Record nazionale |
| 7   | 6      | Louis François Mendy | Senegal     | 7"95        |                  |
| -   | 8      | Jason Joseph         | Svizzera    | dns         |                  |

#### Batteria 4
| Pos | Corsia | Atleta           | Nazionalità | Tempo       | Note   |
| --- | ------ | ---------------- | ----------- | ----------- | ------ |
| 1   | 4      | Petr Svoboda     | Rep. Ceca   | 7"59        | Q      |
| 2   | 8      | Aaron Mallett    | Stati Uniti | 7"61        | Q      |
| 3   | 1      | Gregor Traber    | Germania    | 7"63        | Q      |
| 4   | 6      | Asier Martínez   | Spagna      | 7"67        | q      |
| 5   | 2      | Nicholas Andrews | Australia   | 7"75 (.750) |        |
| 6   | 5      | Richard Diawara  | Mali        | 7"98        |        |
| 7   | 7      | Yohan Chaverra   | Colombia    | 8"01        |        |
| -   | 3      | David Yefremov   | Kazakistan  | dq          | TR16.8 |

#### Batteria 5
| Pos | Corsia | Atleta                | Nazionalità   | Tempo       | Note |
| --- | ------ | --------------------- | ------------- | ----------- | ---- |
| 1   | 3      | Grant Holloway        | Stati Uniti   | 7"40        | Q    |
| 2   | 4      | Andrew Pozzi          | Gran Bretagna | 7"60 (.594) | Q    |
| 3   | 6      | Shusei Nomoto         | Giappone      | 7"66 (.657) | Q    |
| 4   | 7      | Abdel Kader Larrinaga | Portogallo    | 7"69 (.685) | q    |
| 5   | 2      | Hassane Fofana        | Italia        | 7"73        | q    |
| 6   | 5      | Filip Jakob Demšar    | Slovenia      | 7"79        |      |
| 7   | 8      | Jeremie Lararaudeuse  | Mauritius     | 7"94        |      |

#### Batteria 6
| Pos | Corsia | Atleta           | Nazionalità   | Tempo       | Note                                     |
| --- | ------ | ---------------- | ------------- | ----------- | ---------------------------------------- |
| 1   | 1      | Wilhem Belocian  | Francia       | 7"55        | Q                                        |
| 2   | 2      | Michael Obasuyi  | Belgio        | 7"66 (.658) | Q                                        |
| 3   | 3      | Chen Kuei-Ru     | Taipei cinese | 7"74 (.731) | Q                                        |
| 4   | 6      | Finley Gaio      | Svizzera      | 7"74 (.735) |                                          |
| 5   | 4      | Ronald Levy      | Giamaica      | 7"75 (.744) | Miglior prestazione personale stagionale |
| 6   | 8      | Enrique Llopis   | Spagna        | 7"76        |                                          |
| 7   | 7      | Wellington Zaza  | Liberia       | 7"80        |                                          |
| 8   | 5      | Alin Ionuț Anton | Romania       | 7"87        |                                          |

### Semifinali
Le semifinali si sono tenute il 20 marzo a partire dalle ore 17:03.
Passano alla finale i primi due atleti di ogni batteria (Q) e i successivi due atleti più veloci (q).

#### Semifinale 1
| Pos | Corsia | Atleta          | Nazionalità       | Tempo       | Note                                     |
| --- | ------ | --------------- | ----------------- | ----------- | ---------------------------------------- |
| 1   | 4      | Jarret Eaton    | Stati Uniti       | 7"52        | Q                                        |
| 2   | 1      | Milan Trajkovic | Cipro             | 7"53 (.528) | Q                                        |
| 3   | 8      | Shusei Nomoto   | Giappone          | 7"57 (.565) | [ 4 ]                                    |
| 4   | 3      | Rafael Pereira  | Brasile           | 7"58 (.580) | Record sudamericano                      |
| 5   | 6      | Yaqoub Alyouha  | Kuwait            | 7"59 (.582) | Miglior prestazione personale stagionale |
| 6   | 7      | Ruebin Walters  | Trinidad e Tobago | 7"68        |                                          |
| 7   | 5      | Petr Svoboda    | Rep. Ceca         | 7"71        |                                          |
| 8   | 2      | Mikdat Sevler   | Turchia           | 7"75        |                                          |

#### Semifinale 2
| Pos | Corsia | Atleta                  | Nazionalità   | Tempo       | Note                          |
| --- | ------ | ----------------------- | ------------- | ----------- | ----------------------------- |
| 1   | 6      | Grant Holloway          | Stati Uniti   | 7"29        | Q =                           |
| 2   | 4      | Pascal Martinot-Lagarde | Francia       | 7"53 (.525) | Q                             |
| 3   | 2      | Asier Martínez          | Spagna        | 7"55        | q                             |
| 4   | 3      | Andrew Pozzi            | Gran Bretagna | 7"60        |                               |
| 5   | 5      | Damian Czykier          | Polonia       | 7"61        |                               |
| 6   | 1      | Hassane Fofana          | Italia        | 7"65        | Miglior prestazione personale |
| 7   | 8      | Gregor Traber           | Germania      | 7"67 (.666) |                               |
| 8   | 7      | Chen Kuei-Ru            | Taipei cinese | 7"67 (.668) | Record nazionale              |

#### Semifinale 3
| Pos | Corsia | Atleta                | Nazionalità   | Tempo       | Note                          |
| --- | ------ | --------------------- | ------------- | ----------- | ----------------------------- |
| 1   | 4      | Wilhem Belocian       | Francia       | 7"53 (.526) | Q                             |
| 2   | 8      | Chris Douglas         | Australia     | 7"56        | Q                             |
| 3   | 3      | David King            | Gran Bretagna | 7"57 (.565) | q                             |
| 4   | 5      | Michael Obasuyi       | Belgio        | 7"58 (.578) | Miglior prestazione personale |
| 5   | 7      | Jakub Szymański       | Polonia       | 7"59 (.590) | Miglior prestazione personale |
| 6   | 6      | Aaron Mallett         | Stati Uniti   | 7"67 (.661) |                               |
| 7   | 1      | Liam van der Schaaf   | Paesi Bassi   | 7"69        | Miglior prestazione personale |
| 8   | 2      | Abdel Kader Larrinaga | Portogallo    | 7"70        |                               |

### Finale
La finale diretta si è tenuta il 20 marzo alle ore 19:25.
| Pos | Corsia | Atleta                  | Nazionalità   | Tempo       | Note |
| --- | ------ | ----------------------- | ------------- | ----------- | ---- |
|     | 4      | Grant Holloway          | Stati Uniti   | 7"39        |      |
|     | 5      | Pascal Martinot-Lagarde | Francia       | 7"50        |      |
|     | 6      | Jarret Eaton            | Stati Uniti   | 7"53        |      |
| 4   | 2      | Asier Martínez          | Spagna        | 7"57        |      |
| 5   | 8      | Chris Douglas           | Australia     | 7"60        |      |
| 6   | 1      | David King              | Gran Bretagna | 7"62 (.612) |      |
| 7   | 7      | Milan Trajkovic         | Cipro         | 7"62 (.616) |      |
| 8   | 3      | Wilhem Belocian         | Francia       | 7"67        |      |